# Халмер-Ю
Халмéр-Ю (на руски: Хальмер-Ю) е бивше селище от градски тип в Република Коми, Русия. Разположено е на река Халмер-Ю, на около 60 km североизточно от Воркута. Селището бива изоставено през 1995 г.

## Име
Названието Халмер-Ю в превод от ненецки език и език коми означава „Река в долината на смъртта“. От ненецки: Хал – долина и Мер – смърт, а Ю означава река на коми. Тук местните ненци са погребвали покойниците и са смятали реката за свещено място.

## История
Историята на селището започва през 1942 г. с откриването на въглища в района, годни за коксуване. До следващата година тук вече съществува селище с 250 души. През 1957 г. е открит рудник. До 1959 г. селището вече има население от 7122 души. През следващите години то постепенно спада. През 1993 г. правителството преценява, че добивът на въглища в Халмер-Ю е нерентабилен и решава да затвори рудника. До 1995 г. жителите на селището са изселени, а Халмер-Ю бива ликвидиран.

## Днешно време
След закриването на селището, то се използва като военен полигон. През 2005 г. стратегически бомбардировач Ту-160 пуска три бомби в центъра на Халмер-Ю по време на учение.